# Alto Jequitibá
Alto Jequitibá es un municipio brasileño del estado de Minas Gerais.
La ciudad tiene la simplicidad y el ritmo de vida del interior, pero es una verdadera potencia turística, repleta de atractivos espectaculares, y preserva un inmenso patrimonio histórico, donde destacan pinturas, estaciones y túneles de la ya extinta ferro-vía, las Iglesias Presbiterianas y Católicas y el predio del antiguo internado del colegio Evangélico.
En el interior hay varias haciendas antiguas, como Sathler, Sanglard, Werner, Eller, Silva, Gripp, Modelo y Estancia de los Padres, donde se preserva el hábito de producir la deliciosa cachaza minera de forma artesanal.
La magnitud de la sierra del Caparaó puede ser apreciada desde el mirador de Vargem Grande, localidad que alberga una reserva ecológica. La natureza de Alto Jequitibá tiene varias reservas de Bosque Atlántico y la cascada de las Andorinhas con piscinas naturales.
Las montañas, valles y florestas del municipio convidan para la aventura (trekking, rapel, senderos motociclismo, off-road...). La rampa de Vôo Livre de los Tavares se ha tornando una de las más populares de la región. El aeromodelismo también se ha tornando muy importante en la ciudad, siendo el campo de aviación el lugar ideal para la práctica de este hobby.

## Historia
El nombre de la ciudad deriva del Jequitibá, que es un árbol gigantesco encontrado en abundancia en la zona del bosque minero en el siglo XIX, el que marca el surgimiento de la ciudad. Ese grandioso árbol servía de orientación para los ganaderos que allí se encontraban para comercializar en la región.
La ciudad está localizada al oeste del pico de la Bandera, con una altitud de 645 metros en la base y 1698 metros en la sierra de la Mantiqueira. Posee un área de 152.737Km². De acuerdo con el censo demográfico del IBGY (2000), la población total del municipio era de 8458 habitantes, registrando que más de la mitad de la población vive en la zona rural. Los municipios limítrofes son Manhumirim, Caparaó, Alto Caparaó, Luisburgo y Divino de San Lourenço.
En el escenario religioso destaca la presencia de las iglesias presbiteriana y católica, y el predio del antiguo internado del colegio Evangélico, donde hoy funciona el museo del colegio Evangélico, con fotos antiguas en paneles de madera talladas por el primer fotógrafo de la ciudad, Antônio Zavatário.
Debido la gran fertilidad de su suelo atrajo la venida de colonos, básicamente alemanes, suizos y oriundos de Nova Friburgo; siendo la familia Sanglard la pionera, llegando allí en 1862, los cuales fueron también pioneros en la industria del café. 
El poblado fue elevado a distrito en 1923, con el nombre de Presidente Soares, y posteriormente fue emancipado en 1953. Luego del plebiscito realizado el 21 de octubre de 1991, la ciudad pasó a llamarse Alto Jequitibá.

## Geografía
Su población estimada en 2004 era de 8.983 habitantes. Actualmente, se estima que se acerca a los 9.200 habitantes. Con un clima agradable durante todo el año, Alto Jequitibá se destaca por su producción de café.

## Turismo
El balneario de la cascada de las Andorinhas está a pocos kilómetros de la base (en la entrada da acceso al parque nacional del Caparaó) y es uno de los lugares más visitados de la región. Esta área en particular posee una infinidad de recursos naturales preservados y de una belleza espectacular. Son varias hectáreas de bosques y una serie de cascadas de agua y piscinas naturales. Entre el Bosque Atlántico, hay varios senderos demarcados. Las caminatas no ofrecen mucha dificultad y pueden durar poco más de 30 minutos. Cada sendero lleva a una cascada diferente.
Las aguas son cristalinas y el lecho del manantial posee muchas piedras, que forman una gruta. Además de la naturaleza, el lugar ofrece una de las mejores infraestructuras de la región, con bares, restaurantes, churrasqueras, un área deportiva y un estacionamiento. El turismo es más intenso en el verano, y se cobra una pequeña tasa de acceso.

### Manifestaciones culturales y eventos con fecha fija
- Semana Santa
- Fiestas de junio y julio
- Semana de la Patria
- Día de la Ciudad

### Eventos sin fecha fija
- Torneos deportivos
- Cabalgatas